# Sojma
La Sojma (in russo Сойма?) è un fiume della Russia europea settentrionale, affluente di sinistra della Sula. Scorre nel Zapoljarnyj rajon del Circondario Autonomo dei Nenec.
La sorgente si trova nella tundra Malozemel'skaja, all'estremità meridionale della piccola catena montuosa Nerceta. Il fiume scorre principalmente in direzione sud-est, nella tundra disabitata. Il suo bacino contiene un gran numero di laghi. Sfocia nella Sula a 104 km dalla foce, poco a monte del villaggio di Kotkino. La Sojma ha una lunghezza di 133 km; l'area del suo bacino è di 3 450 km².
I maggiori affluenti sono: Chvostovaja (lungo 86 km) dalla sinistra idrografica; Bol'šoj Njurbej (72 km) dalla destra. 